# 塞尔-内尔波勒
塞尔-内尔波勒（法語：Serre-Nerpol，法語發音：[sɛʁ nɛʁpɔl]）是法国伊泽尔省的一个市镇，属于格勒诺布尔区。该市镇于1790-1794年间由塞尔（Serre）和内尔波勒（Nerpol）合并而成。

## 地理
塞尔-内尔波勒（45°15'29"N, 5°22'30"E）面积13.16 平方千米，位于法国奥弗涅-罗讷-阿尔卑斯大区伊泽尔省，该省份为法国东南部内陆省份，北起顺时针与安省、萨瓦省、上阿尔卑斯省、德龙省、阿尔代什省、卢瓦尔省和罗讷省。
与塞尔-内尔波勒接壤的市镇（或旧市镇、城区）包括：圣米歇尔-德圣茹瓦尔、瓦拉雪、瓦蒂略、维奈、布里永、沙斯莱、诺特雷-当德洛谢、坎雪。
塞尔-内尔波勒的时区为UTC+01:00、UTC+02:00（夏令时）。

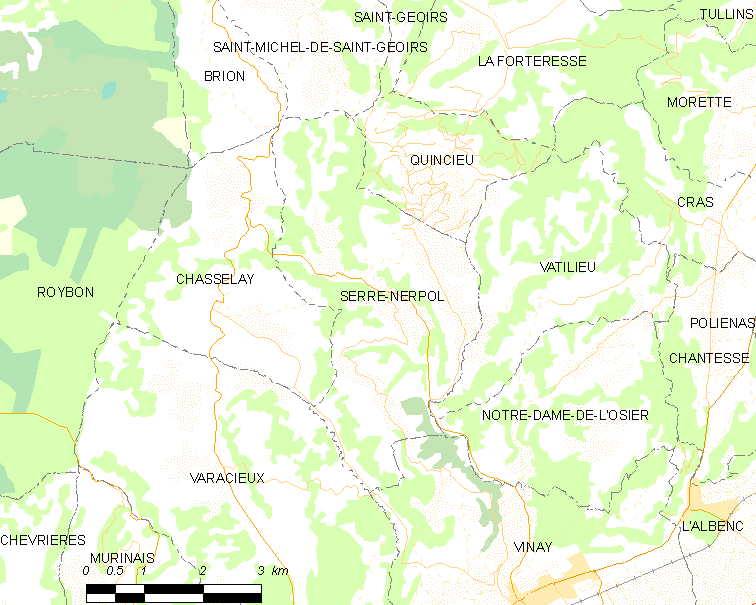
塞尔-内尔波勒的OSM定位图

## 行政
塞尔-内尔波勒的邮政编码为38470，INSEE市镇编码为38275。

## 政治
塞尔-内尔波勒所属的省级选区为南格雷西沃当县。

## 人口

1962-2008年间塞尔-内尔波勒人口变化图示

塞尔-内尔波勒于2022年1月1日时的人口数量为315人。